# Campanula bravensis
Campanula bravensis är en klockväxtart som först beskrevs av Carl August Bolle, och fick sitt nu gällande namn av Auguste Jean Baptiste Chevalier. Campanula bravensis ingår i släktet blåklockor, och familjen klockväxter.
Artens utbredningsområde är Kap Verde. Inga underarter finns listade i Catalogue of Life.